# Mekarwangi (Warungkondang)
Mekarwangi is een bestuurslaag in het regentschap Cianjur van de provincie West-Java, Indonesië. Mekarwangi telt 5140 inwoners (volkstelling 2010).